# Misanteca cayennensis
Misanteca cayennensis là loài thực vật có hoa trong họ Nguyệt quế. Loài này được (Meisn.) Lundell miêu tả khoa học đầu tiên năm 1969.